# Diabolik (animatieserie)
Diabolik (ook bekend als Saban's Diabolik) is een Amerikaanse animatieserie gebaseerd op het gelijknamige personage uit een reeks Italiaanse strips. De serie liep 1 seizoen van 40 afleveringen.

## Verhaal
De serie draait om de meesterdief Diabolik. Hij is opgeleid door een geheime misdaadorganisatie genaamd de Brotherhood, die geleid wordt door zijn vader, King. Na Kings dood neemt Diaboliks broer de leiding over de Brotherhood. Dit staat Diabolik totaal niet aan daar hij en zijn broer al jarenlang rivalen zijn. Diabolik trekt zich terug uit de Brotherhood, en neemt zich voor de organisatie ten val te brengen. Dit doet hij samen met zijn partner, Eva Kant. Ondertussen moeten de twee ook proberen uit handen van de politie te blijven, en dan met name Detective Ginko.

## Achtergrond
De serie werd geproduceerd door Saban Entertainment voor de Europese markt. Derhalve is de serie niet in Amerika zelf vertoond.
In Europa was de serie een redelijk succes. De serie is ook in Nederland uitgezonden in de originele Engelstalige versie.

## Afleveringen
1. Panther Uncaged
2. For Old Time's Sake
3. Track of the Panther
4. Honour student
5. The Mole
6. A Sporting Chance
7. Sea of Gold
8. King's Legacy
9. Under the North Pole
10. Chinese puzzle box
11. Question of survival
12. Her Fathers daughter
13. Memories
14. Hide and Seek
15. Lost City
16. Ultimate Security
17. Lights, Camera, Diabolik
18. The Kindness of Strangers
19. Crowning Glory
20. Eye of the storm
21. Target: Diabolik
22. Hot Threads
23. Tokyo Conspiracy
24. Rust in peace
25. # Triple Play
26. Merchant of Menace
27. Redline: Diabolik
28. The wrong side of the tracks
29. Master plan
30. Partners
31. The thief who stole tomorrow
32. The detective Obsession
33. Strange Alliance
34. Daggers and swords
35. From the dephs
36. Kids Stuff
37. Future Imperfect
38. Rainbow warriors
39. Final Justice Part.1
40. Final Justice Part.2